# Patricia Molins
Patricia Molins de la Fuente (Madrid) es una historiadora del arte española y comisaria de exposiciones. En su trabajo se interesa por la búsqueda de un espacio en los límites del arte, danza, diseño y arte femenino. Ha sido profesora de arte y diseño en diferentes centros académicos y responsable del Departamento de Exposiciones en el Museo Nacional Centro de Arte Reina Sofía de Madrid.

## Trayectoria profesional
Licenciada en Historia del Arte por la Universidad Complutense de Madrid. Es profesora de historia del diseño en el máster de gestión de exposiciones de la Universidad Europea de Madrid, máster de diseño del CEU de Valencia, máster de museología de la Facultad de Bellas Artes de la Universidad de Valencia.
Como comisaria de exposiciones en el Museo Nacional Centro de Arte Reina Sofía de Madrid, destaca la exposición internacional  "Salomé, un mito contemporáneo 1875-1925" donde se incluyen obras de diversos artistas como Hermen Anglada Camarada, Alexandra Exter, Georges de Feure, Emil Filla, Julius Klinger, Edvard Munch, Pablo Picaso entre otros. Dicha exposición se completó con un libro con el mismo título de la exposición escrito por Mollins. Otras exposiciones relevantes en su trayectoria son las dedicadas al diseño gráfico como (Mauricio Amster, Ricard Giralt Miracle, Enric Crous en el IVAM, Valencia), el diseño industrial (Arquitectura y arte de los años 50, Fundació La Caixa, Barcelona; Suiza constructiva, Museo Nacional Centro de Arte Reina Sofía (MNCARS); Gerrit Rietveld, Museo Nacional de Artes decorativas, Madrid).
Colabora en revistas de arte como Logospress, y algunos de sus artículos más relevantes son sobre las exposiciones que ha comisariado o coordinado, entre ellas "Las exposiciones temporales como campo de investigación en el Museo de Arte Contemporáneo", "¿Para qué sirven los museos? El museo: de la obra a la institución". Publica en 2012 “La heterogeneidad como estrategia de afirmación. La construcción de una mirada femenina antes y después de la Guerra Civil”., en el marco de la exposición Desacuerdos un proyecto cultural de colaboración entre diferentes instituciones españolas, como el Museo Nacional Centro de Arte Reina Sofía de Madrid y el Museo de Arte Contemporáneo de Barcelona MACBA.
Ha realizado conferencias como "Cuerpos (RE) PRESENTADOS" donde se interesa por el mundo del flamenco moderno y contemporáneo, tema también tratado en el Museo Nacional Centro de Arte Reina Sofía de Madrid donde impartió un ciclo de conferencias sobre El flamenco en el cine en el año 2013.
Coordinadora de  la exposición organizada por el Museo Reina Sofía de la obra "Fantasmas, Novias y Otros compañeros" de Elly Strik, comisariada por Manuel Borja-Villel y Teresa Velázquez en el marco del  Festival Miradas de Mujer 2014 de MAV de la que es socia.

## Publicaciones
- Campo Cerrado. Arte y poder en la posguerra Española 1939-1953. Patricia Molins, Miguel Cabañas, Óscar Chaves, T. J. Clark, Julián Díaz Sánchez, Ignacio Echevarría, María Dolores Jiménez-Blanco, Ángel Llorente, Jordana Mendelson, Alex Mitrani, Patricia Molins, Idoia Murga, Alina Navas, Rosario Peiró, Juan Pérez de Ayala, María Rosón, José Luis Sánchez Noriega, Leticia Sastre y Genoveva Tusell.
- Galería Cadaqués (1973-1977). Juan Manuel Bonet, Patricia Molins, Lanfranco Bombelli, Antonio Pizza, Daniel Giralt-Miracle.
- Guía de La noche española. Flamenco, vanguardia y cultura popular 1865-1936. Patricia Molins, Pedro G. Romero.
- Los humoristas del 27. Juan Pablo Wert Ortega, Raquel Pelta, Luis Fernández Colorado, Mercè Ibarz.
- Encuentros de Pamplona 1972: fin de fiesta del arte experimental. Patricia Molins José Díaz Cuyás, Francisco Javier San Martín, Carmen Pardo Salgado, Pepa Bueno, Vicente J. Benet, Esteban Pujals.
- Suiza constructiva. Patricia Molins, Richard Paul Lohse, Max Bill, Serge Lemoine, Rudolf Koella, Sigfried Giedion, Rudolf Steiger, Stanislaus von Moos, Christoph Bignens, Hans Finsler, Martin Gasser.
- Desacuerdos 7 Sobre arte, políticas y esferas públicas en el Estado español. Patricia Molins Mar Villaespesa, Mary Nash, Aurora Morcillo Gómez, Patricia Mayayo, María José Belbel, Isabel de Naverán, Juan Vicente Aliaga, Laura Trafí-Prats, Cristina Garaizabal, Miriam Solà.